# استف
استف (به انگلیسی: Stef) یک نام کوچک است. افراد سرشناس با این نام از این قرارند: 
- استف کلمنت، دوچرخه‌سوار اهل پادشاهی هلند
- استف بس، خوانندهٔ هلندی
- استف سانجاتی، یوتیوبر و ویدئو بلاگر کانادایی
- استف فان زومرن (زادهٔ ۱۹۹۱)، دوچرخه‌سوار اهل بلژیک